# Nuoto ai campionati mondiali di nuoto 2023
Le competizioni di nuoto ai campionati mondiali di nuoto 2023 si sono svolte dal 23 al 30 luglio 2023 presso il Marine Messe Fukuoka nella città di Fukuoka, in Giappone.
Sono state disputate un totale di 42 gare: 20 maschili, 20 femminili e 2 miste.

## Calendario
| Data           | Ora (UTC+9) | Evento                                            |
| -------------- | ----------- | ------------------------------------------------- |
| 23 luglio 2023 | 10:30       | Batterie 200 m misti femminili                    |
| 23 luglio 2023 | 10:30       | Batterie 400 m stile libero maschili              |
| 23 luglio 2023 | 10:30       | Batterie 100 m farfalla femminili                 |
| 23 luglio 2023 | 10:30       | Batterie 50 m farfalla maschili                   |
| 23 luglio 2023 | 10:30       | Batterie 400 m stile libero femminili             |
| 23 luglio 2023 | 10:30       | Batterie 100 m rana maschili                      |
| 23 luglio 2023 | 10:30       | Batterie 400 m misti maschili                     |
| 23 luglio 2023 | 10:30       | Batterie staffetta 4x100 m stile libero femminile |
| 23 luglio 2023 | 10:30       | Batterie staffetta 4x100 m stile libero maschile  |
| 23 luglio 2023 | 20:00       | Finale 400 m stile libero maschile                |
| 23 luglio 2023 | 20:00       | Semifinali 100 m farfalla femminili               |
| 23 luglio 2023 | 20:00       | Semifinali 50 m farfalla maschili                 |
| 23 luglio 2023 | 20:00       | Finale 400 m stile libero femminile               |
| 23 luglio 2023 | 20:00       | Semifinali 100 m rana maschili                    |
| 23 luglio 2023 | 20:00       | Semifinali 200 m misti femminili                  |
| 23 luglio 2023 | 20:00       | Finale 400 m misti maschili                       |
| 23 luglio 2023 | 20:00       | Finale staffetta 4x100 m stile libero femminile   |
| 23 luglio 2023 | 20:00       | Finale staffetta 4x100 m stile libero maschile    |
| 24 luglio 2023 | 10:30       | Batterie 100 m dorso femminili                    |
| 24 luglio 2023 | 10:30       | Batterie 100 m dorso maschili                     |
| 24 luglio 2023 | 10:30       | Batterie 100 m rana femminili                     |
| 24 luglio 2023 | 10:30       | Batterie 200 m stile libero maschili              |
| 24 luglio 2023 | 10:30       | Batterie 1500 m stile libero femminili            |
| 24 luglio 2023 | 20:00       | Finale 100 m rana maschile                        |
| 24 luglio 2023 | 20:00       | Finale 100 m farfalla femminile                   |
| 24 luglio 2023 | 20:00       | Semifinali 100 m dorso maschili                   |
| 24 luglio 2023 | 20:00       | Semifinali 100 m rana femminili                   |
| 24 luglio 2023 | 20:00       | Finale 50 m farfalla maschile                     |
| 24 luglio 2023 | 20:00       | Semifinali 100 m dorso femminili                  |
| 24 luglio 2023 | 20:00       | Semifinali 200 m stile libero maschili            |
| 24 luglio 2023 | 20:00       | Finale 200 m misti femminile                      |
| 25 luglio 2023 | 10:30       | Batterie 50 m rana maschili                       |
| 25 luglio 2023 | 10:30       | Batterie 200 m stile libero femminili             |
| 25 luglio 2023 | 10:30       | Batterie 200 m farfalla maschili                  |
| 25 luglio 2023 | 10:30       | Batterie 800 m stile libero maschili              |
| 25 luglio 2023 | 20:00       | Finale 200 m stile libero maschile                |
| 25 luglio 2023 | 20:00       | Finale 1500 m stile libero femminile              |
| 25 luglio 2023 | 20:00       | Semifinali 50 m rana maschili                     |
| 25 luglio 2023 | 20:00       | Finale 100 m dorso femminile                      |
| 25 luglio 2023 | 20:00       | Finale 100 m dorso maschile                       |
| 25 luglio 2023 | 20:00       | Semifinali 200 m stile libero femminili           |
| 25 luglio 2023 | 20:00       | Semifinali 200 m farfalla maschili                |
| 25 luglio 2023 | 20:00       | Finale 100 m rana femminile                       |
| 26 luglio 2023 | 10:30       | Batterie 50 m dorso femminili                     |
| 26 luglio 2023 | 10:30       | Batterie 100 m stile libero maschili              |
| 26 luglio 2023 | 10:30       | Batterie 200 m misti maschili                     |
| 26 luglio 2023 | 10:30       | Batterie 200 m farfalla femminili                 |
| 26 luglio 2023 | 10:30       | Batterie staffetta 4x100 m misti mista            |
| 26 luglio 2023 | 20:00       | Finale 800 m stile libero maschile                |
| 26 luglio 2023 | 20:00       | Finale 200 m stile libero femminile               |
| 26 luglio 2023 | 20:00       | Semifinali 100 m stile libero maschili            |
| 26 luglio 2023 | 20:00       | Semifinali 50 m dorso femminili                   |
| 26 luglio 2023 | 20:00       | Finale 200 m farfalla maschile                    |
| 26 luglio 2023 | 20:00       | Finale 50 m rana maschile                         |
| 26 luglio 2023 | 20:00       | Semifinali 200 m farfalla femminili               |
| 26 luglio 2023 | 20:00       | Semifinali 200 m misti maschili                   |
| 26 luglio 2023 | 20:00       | Finale staffetta 4x100 m misti mista              |
| 27 luglio 2023 | 10:30       | Batterie 100 m stile libero femminili             |
| 27 luglio 2023 | 10:30       | Batterie 200 m dorso maschili                     |
| 27 luglio 2023 | 10:30       | Batterie 200 m rana femminili                     |
| 27 luglio 2023 | 10:30       | Batterie 200 m rana maschili                      |
| 27 luglio 2023 | 10:30       | Batterie staffetta 4x200 m stile libero femminile |
| 27 luglio 2023 | 20:00       | Finale 200 m farfalla femminile                   |
| 27 luglio 2023 | 20:00       | Semifinali 100 m stile libero femminili           |
| 27 luglio 2023 | 20:00       | Finale 100 m stile libero maschile                |
| 27 luglio 2023 | 20:00       | Finale 50 m dorso femminile                       |
| 27 luglio 2023 | 20:00       | Semifinali 200 m rana maschili                    |
| 27 luglio 2023 | 20:00       | Finale 200 m misti maschile                       |
| 27 luglio 2023 | 20:00       | Semifinali 200 m rana femminili                   |
| 27 luglio 2023 | 20:00       | Semifinale 200 m dorso maschile                   |
| 27 luglio 2023 | 20:00       | Finale staffetta 4x200 m stile libero femminile   |
| 28 luglio 2023 | 10:30       | Batterie 100 m farfalla maschili                  |
| 28 luglio 2023 | 10:30       | Batterie 200 m dorso femminili                    |
| 28 luglio 2023 | 10:30       | Batterie 50 m stile libero maschili               |
| 28 luglio 2023 | 10:30       | Batterie 50 m farfalla femminili                  |
| 28 luglio 2023 | 10:30       | Batterie staffetta 4x200 m stile libero maschile  |
| 28 luglio 2023 | 10:30       | Batterie 800 m stile libero femminili             |
| 28 luglio 2023 | 20:00       | Finale 100 m stile libero femminile               |
| 28 luglio 2023 | 20:00       | Semifinali 100 m farfalla maschili                |
| 28 luglio 2023 | 20:00       | Semifinali 200 m dorso femminili                  |
| 28 luglio 2023 | 20:00       | Semifinali 50 m stile libero maschili             |
| 28 luglio 2023 | 20:00       | Finale 200 m rana femminile                       |
| 28 luglio 2023 | 20:00       | Finale 200 m dorso maschile                       |
| 28 luglio 2023 | 20:00       | Semifinali 50 m farfalla femminili                |
| 28 luglio 2023 | 20:00       | Finale 200 m rana maschile                        |
| 28 luglio 2023 | 20:00       | Finale staffetta 4x200 m stile libero maschile    |
| 29 luglio 2023 | 10:30       | Batterie 50 m stile libero femminili              |
| 29 luglio 2023 | 10:30       | Batterie 50 m dorso maschili                      |
| 29 luglio 2023 | 10:30       | Batterie 50 m rana femminili                      |
| 29 luglio 2023 | 10:30       | Batterie staffetta 4x100 m stile libero mista     |
| 29 luglio 2023 | 10:30       | Batterie 1500 m stile libero maschili             |
| 29 luglio 2023 | 20:00       | Finale 50 m farfalla femminile                    |
| 29 luglio 2023 | 20:00       | Finale 50 m stile libero maschile                 |
| 29 luglio 2023 | 20:00       | Semifinali 50 m stile libero femminili            |
| 29 luglio 2023 | 20:00       | Semifinali 50 m rana femminili                    |
| 29 luglio 2023 | 20:00       | Finale 100 m farfalla maschile                    |
| 29 luglio 2023 | 20:00       | Finale 200 m dorso femminile                      |
| 29 luglio 2023 | 20:00       | Semifinali 50 m dorso maschili                    |
| 29 luglio 2023 | 20:00       | Finale 800 m stile libero femminile               |
| 29 luglio 2023 | 20:00       | Finale staffetta 4x100 m stile libero mista       |
| 30 luglio 2023 | 10:30       | Batterie 400 m misti femminili                    |
| 30 luglio 2023 | 10:30       | Batterie staffetta 4x100 m misti maschile         |
| 30 luglio 2023 | 10:30       | Batterie staffetta 4x100 m misti femminile        |
| 30 luglio 2023 | 20:00       | Finale 50 m dorso maschile                        |
| 30 luglio 2023 | 20:00       | Finale 50 m rana femminile                        |
| 30 luglio 2023 | 20:00       | Finale 1500 m stile libero maschile               |
| 30 luglio 2023 | 20:00       | Finale 50 m stile libero femminile                |
| 30 luglio 2023 | 20:00       | Finale 400 m misti femminile                      |
| 30 luglio 2023 | 20:00       | Finale staffetta 4x100 m misti maschile           |
| 30 luglio 2023 | 20:00       | Finale staffetta 4x100 m misti femminile          |

## Podi

### Uomini
| Evento                          | Oro | Tempo    | Argento | Tempo    | Bronzo | Tempo         |
| ------------------------------- | --- | -------- | --- | -------- | --- | ------------- |
| Stile libero                    | |          | |          | |               |
| 50 m (dettagli)                 | Cameron McEvoy | 21"06    | Jack Alexy | 21"57    | Benjamin Proud | 21"58         |
| 100 m (dettagli)                | Kyle Chalmers | 47"15    | Jack Alexy | 47"31    | Maxime Grousset | 47"42         |
| 200 m (dettagli)                | Matthew Richards | 1'44"30  | Tom Dean | 1'44"32  | Hwang Sun-woo | 1'44"42       |
| 400 m (dettagli)                | Samuel Short | 3'40"68  | Ahmed Hafnaoui | 3'40"70  | Lukas Märtens | 3'42"20       |
| 800 m (dettagli)                | Ahmed Hafnaoui | 7'37"00  | Samuel Short | 7'37"76  | Robert Finke | 7'38"67       |
| 1500 m (dettagli)               | Ahmed Hafnaoui | 14'31"54 | Robert Finke | 14'31"59 | Samuel Short | 14'37"28      |
| Dorso                           | |          | |          | |               |
| 50 m (dettagli)                 | Hunter Armstrong | 24"05    | Justin Ress | 24"24    | Xu Jiayu | 24"50         |
| 100 m (dettagli)                | Ryan Murphy | 52"22    | Thomas Ceccon | 52"27    | Hunter Armstrong | 52"58         |
| 200 m (dettagli)                | Hubert Kós | 1'54"14  | Ryan Murphy | 1'54"83  | Roman Mityukov | 1'55"34       |
| Rana                            | |          | |          | |               |
| 50 m (dettagli)                 | Qin Haiyang | 26"29    | Nic Fink | 26"59    | Sun Jiajun | 26"79         |
| 100 m (dettagli)                | Qin Haiyang | 57"69    | Nicolò Martinenghi Arno Kamminga Nic Fink | 58"72    | Non assegnato | Non assegnato |
| 200 m (dettagli)                | Qin Haiyang | 2'05"48  | Zac Stubblety-Cook | 2'06"40  | Matt Fallon | 2'07"74       |
| Farfalla                        | |          | |          | |               |
| 50 m (dettagli)                 | Thomas Ceccon | 22"68    | Diogo Ribeiro | 22"80    | Maxime Grousset | 22"82         |
| 100 m (dettagli)                | Maxime Grousset | 50"14    | Josh Liendo | 50"34    | Dare Rose | 50"46         |
| 200 m (dettagli)                | Léon Marchand | 1'52"43  | Krzysztof Chmielewski | 1'53"62  | Tomoru Honda | 1'53"66       |
| Misti                           | |          | |          | |               |
| 200 m (dettagli)                | Léon Marchand | 1'54"82  | Duncan Scott | 1'55"95  | Tom Dean | 1'56"07       |
| 400 m (dettagli)                | Léon Marchand | 4'02"50  | Carson Foster | 4'06"56  | Daiya Seto | 4'09"41       |
| Staffette                       | |          | |          | |               |
| 4x100 m stile libero (dettagli) | Australia Jack Cartwright (47"84) Flynn Southam (47"85) Kai Taylor (47"91) Kyle Chalmers (46"56) Matthew Temple*                                    | 3'10"16  | Italia Alessandro Miressi (47"54) Manuel Frigo (47"79) Lorenzo Zazzeri (48"13) Thomas Ceccon (47"03) Leonardo Deplano*                               | 3'10"49  | Stati Uniti Ryan Held (48"16) Jack Alexy (47"56) Chris Guiliano (47"77) Matthew King (47"32) Destin Lasco* Justin Ress*                    | 3'10"81       |
| 4x200 m stile libero (dettagli) | Gran Bretagna Duncan Scott (1'45"42) Matthew Richards (1'44"65) James Guy (1'45"17) Tom Dean (1'43"84) Joe Litchfield*                              | 6'59"08  | Stati Uniti Luke Hobson (1'46"00) Carson Foster (1'44"49) Jake Mitchell (1'45"06) Kieran Smith (1'44"47) Drew Kibler* Baylor Nelson* Henry McFadden* | 7'00"02  | Australia Kai Taylor (1'45"79) Kyle Chalmers (1'45"19) Alexander Graham (1'45"55) Thomas Neill (1'45"60) Flynn Southam* Elijah Winnington* | 7'02"13       |
| 4x100 m misti (dettagli)        | Stati Uniti Ryan Murphy (52"04) Nic Fink (58"03) Dare Rose (50"13) Jack Alexy (47"00) Hunter Armstrong* Josh Matheny* Thomas Heilman* Matthew King* | 3'27"20  | Cina Xu Jiayu (53"39) Qin Haiyang (57"43) Wang Changhao (51"56) Pan Zhanle (46"62) Yan Zibei* Sun Jiajun* Wang Haoyu*                                | 3'29"00  | Australia Bradley Woodward (53"38) Zac Stubblety-Cook (59"25) Matthew Temple (50"10) Kyle Chalmers (46"89) Sam Williamson* Kai Taylor*     | 3'29"62       |

Nota: * indica i nuotatori che hanno gareggiato solamente in batteria.

### Donne
| Evento                          | Oro | Tempo    | Argento | Tempo    | Bronzo | Tempo    |
| ------------------------------- | --- | -------- | --- | -------- | --- | -------- |
| Stile libero                    | |          | |          | |          |
| 50 m (dettagli)                 | Sarah Sjöström | 23"62    | Shayna Jack | 24"10    | Zhang Yufei | 24"15    |
| 100 m (dettagli)                | Mollie O'Callaghan | 52"16    | Siobhán Haughey | 52"49    | Marrit Steenbergen | 52"71    |
| 200 m (dettagli)                | Mollie O'Callaghan | 1'52"85  | Ariarne Titmus | 1'53"01  | Summer McIntosh | 1'53"65  |
| 400 m (dettagli)                | Ariarne Titmus | 3'55"38  | Katie Ledecky | 3'58"73  | Erika Fairweather | 3'59"59  |
| 800 m (dettagli)                | Katie Ledecky | 8'08"87  | Li Bingjie | 8'13"31  | Ariarne Titmus | 8'13"59  |
| 1500 m (dettagli)               | Katie Ledecky | 15'26"27 | Simona Quadarella | 15'43"31 | Li Bingjie | 15'45"71 |
| Dorso                           | |          | |          | |          |
| 50 m (dettagli)                 | Kaylee McKeown | 27"08    | Regan Smith | 27"11    | Lauren Cox | 27"20    |
| 100 m (dettagli)                | Kaylee McKeown | 57"53    | Regan Smith | 57"78    | Katharine Berkoff | 58"25    |
| 200 m (dettagli)                | Kaylee McKeown | 2'03"85  | Regan Smith | 2'04"94  | Peng Xuwei | 2'06"74  |
| Rana                            | |          | |          | |          |
| 50 m (dettagli)                 | Rūta Meilutytė | 29"16    | Lilly King | 29"94    | Benedetta Pilato | 30"04    |
| 100 m (dettagli)                | Rūta Meilutytė | 1'04"62  | Tatjana Schoenmaker | 1'05"84  | Lydia Jacoby | 1'05"94  |
| 200 m (dettagli)                | Tatjana Schoenmaker | 2'20"80  | Kate Douglass | 2'21"23  | Tes Schouten | 2'21"63  |
| Farfalla                        | |          | |          | |          |
| 50 m (dettagli)                 | Sarah Sjöström | 24"77    | Zhang Yufei | 25"05    | Gretchen Walsh | 25"46    |
| 100 m (dettagli)                | Zhang Yufei | 56"12    | Margaret MacNeil | 56"45    | Torri Huske | 56"61    |
| 200 m (dettagli)                | Summer McIntosh | 2'04"06  | Elizabeth Dekkers | 2'05"46  | Regan Smith | 2'06"58  |
| Misti                           | |          | |          | |          |
| 200 m (dettagli)                | Kate Douglass | 2'07"17  | Alex Walsh | 2'07"97  | Yu Yiting | 2'08"74  |
| 400 m (dettagli)                | Summer McIntosh | 4'27"11  | Katie Grimes | 4'31"41  | Jenna Forrester | 4'32"30  |
| Staffette                       | |          | |          | |          |
| 4x100 m stile libero (dettagli) | Australia Mollie O'Callaghan (52"08) Shayna Jack (51"69) Meg Harris (52"29) Emma McKeon (51"90) Brianna Throssell* Madison Wilson*                                | 3'27"96  | Stati Uniti Gretchen Walsh (54"06) Abbey Weitzeil (52"71) Olivia Smoliga (52"88) Kate Douglass (52"28) Torri Huske* Maxine Parker*                    | 3'31"93  | Cina Cheng Yujie (53"39) Yang Junxuan (53"53) Wu Qingfeng (52"64) Zhang Yufei (52"84) Ai Yanhan* Zhu Menghui*                       | 3'32"40  |
| 4x200 m stile libero (dettagli) | Australia Mollie O'Callaghan (1'53"66) Shayna Jack (1'55"63) Brianna Throssell (1'55"80) Ariarne Titmus (1'52"41) Madison Wilson* Lani Pallister* Kiah Melverton* | 7'37"50  | Stati Uniti Erin Gemmell (1'55"97) Katie Ledecky (1'54"39) Bella Sims (1'54"64) Alex Shackell (1'56"38) Leah Smith* Anna Paplowski*                   | 7'41"38  | Cina Li Bingjie (1'55"83) Li Jiaping (1'57"54) Ai Yanhan (1'55"57) Liu Yaxin (1'55"46) Yang Peiqi* Ge Chutong*                      | 7'44"40  |
| 4x100 m misti (dettagli)        | Stati Uniti Regan Smith (57"68) Lilly King (1'04"93) Gretchen Walsh (57"06) Kate Douglass (52"41) Katharine Berkoff* Lydia Jacoby* Torri Huske* Abbey Weitzeil*   | 3'52"08  | Australia Kaylee McKeown (57"91) Abbey Harkin (1'07"07) Emma McKeon (56"44) Mollie O'Callaghan (51"95) Madison Wilson* Brianna Throssell* Meg Harris* | 3'53"37  | Canada Kylie Masse (58"74) Sophie Angus (1'06"21) Margaret MacNeil (55"69) Summer McIntosh (53"48) Ingrid Wilm* Mary-Sophie Harvey* | 3'54"12  |

Nota: * indica le nuotatrici che hanno gareggiato solamente in batteria.

### Misto
| Evento                          | Oro | Tempo   | Argento | Tempo   | Bronzo | Tempo   |
| ------------------------------- | --- | ------- | --- | ------- | --- | ------- |
| Staffette                       | |         | |         | |         |
| 4x100 m stile libero (dettagli) | Australia Jack Cartwright (48"14) Kyle Chalmers (47"25) Shayna Jack (51"73) Mollie O'Callaghan (51"71) Flynn Southam* Madison Wilson* Meg Harris* | 3'18"83 | Stati Uniti Jack Alexy (47"68) Matthew King (47"78) Abbey Weitzeil (52"94) Kate Douglass (52"42) Chris Guiliano* Olivia Smoliga* Bella Sims*          | 3'20"82 | Gran Bretagna Matthew Richards (47"83) Duncan Scott (47"46) Anna Hopkin (53"30) Freya Anderson (53"09) Jacob Whittle* Tom Dean* Lucy Hope*             | 3'21"68 |
| 4x100 m misti (dettagli)        | Cina Xu Jiayu (52"42) Qin Haiyang (57"31) Zhang Yufei (55"69) Cheng Yujie (53"15) Yan Zibei* Wang Yichun* Wu Qingfeng*                            | 3'38"57 | Australia Kaylee McKeown (58"03) Zac Stubblety-Cook (58"84) Matthew Temple (50"63) Shayna Jack (51"53) Bradley Woodward* Sam Williamson* Emma McKeon* | 3'39"03 | Stati Uniti Ryan Murphy (52"02) Nic Fink (58"19) Torri Huske (58"19) Kate Douglass (51"79) Katharine Berkoff* Josh Matheny* Dare Rose* Abbey Weitzeil* | 3'40"19 |

Nota: * indica i nuotatori che hanno gareggiato solamente in batteria.

## Medagliere
| Pos.   | Paese         | Oro | Argento | Bronzo | Totale |
| ------ | ------------- | --- | ------- | ------ | ------ |
| 1      | Australia     | 13  | 7       | 5      | 25     |
| 2      | Stati Uniti   | 7   | 20      | 11     | 38     |
| 3      | Cina          | 5   | 3       | 8      | 16     |
| 4      | Francia       | 4   | 0       | 2      | 6      |
| 5      | Gran Bretagna | 2   | 2       | 4      | 8      |
| 6      | Canada        | 2   | 2       | 2      | 6      |
| 7      | Tunisia       | 2   | 1       | 0      | 3      |
| 8      | Lituania      | 2   | 0       | 0      | 2      |
| 8      | Svezia        | 2   | 0       | 0      | 2      |
| 10     | Italia        | 1   | 4       | 1      | 6      |
| 11     | Sudafrica     | 1   | 1       | 0      | 2      |
| 12     | Ungheria      | 1   | 0       | 0      | 1      |
| 13     | Paesi Bassi   | 0   | 1       | 2      | 3      |
| 14     | Hong Kong     | 0   | 1       | 0      | 1      |
| 14     | Polonia       | 0   | 1       | 0      | 1      |
| 14     | Portogallo    | 0   | 1       | 0      | 1      |
| 17     | Giappone      | 0   | 0       | 2      | 2      |
| 18     | Corea del Sud | 0   | 0       | 1      | 1      |
| 18     | Germania      | 0   | 0       | 1      | 1      |
| 18     | Nuova Zelanda | 0   | 0       | 1      | 1      |
| 18     | Svizzera      | 0   | 0       | 1      | 1      |
| Totale | Totale        | 42  | 44      | 41     | 127    |